# فهرست مجموعه‌های تلویزیونی ایرانی ممنوع‌شده صدا و سیما
فهرستی از مجموعه‌های تلویزیونی که صدا و سیما آن را ممنوع کرده است شامل سریال‌هایی است که پس از پخش در صدا و سیما به دلیل مهاجرت یا مصاحبه بازیگران با شبکه‌های ماهواره ای یا به دلایل نامعلوم از بازپخش آن‌ها جلوگیری و کل مجموعه کنار گذاشته شده و پخش‌شان ممنوع است.

## فهرست
| نام مجموعه    | سال ساخت | کارگردان       | شبکه  | بازیگر ممنوع التصویر شده | توضیحات |
| ------------- | -------- | -------------- | ----- | ------------------------ | --- |
| مشق عشق       | ۱۳۸۳     | بهرام بهرامیان | یک    | سالومه سیدنیا            | در این سریال سالومه سیدنیا که در شبکه من و تو فعالیت می‌کند ایفای نقش کرده‌است. او در این سریال نقش منشی سیروس (اقوام امید) را بازی می‌کند و پس از آن هیچ گاه این سریال بازپخش نشده‌است. |
| روزهای اعتراض | ۱۳۸۴     | حسین سهیلی‌زاده | دو    | مینا لاکانی              | او سال ۱۳۹۰ از ایران رفت و بدون حجاب در صدای آمریکا حاضر شد و دربارهٔ سختی‌ها و محدودیت‌هایی که برای بازیگری داشته گفتگو کرد. |
| آخرین گناه    | ۱۳۸۴     | حسین سهیلی‌زاده | دو    | مینا لاکانی              | او سال ۱۳۹۰ از ایران رفت و بدون حجاب در صدای آمریکا حاضر شد و دربارهٔ سختی‌ها و محدودیت‌هایی که برای بازیگری داشته گفتگو کرد. |
| ترانه مادری   | ۱۳۸۷     | حسین سهیلی‌زاده | سه    | مینا لاکانی              | او سال ۱۳۹۰ از ایران رفت و بدون حجاب در صدای آمریکا حاضر شد و دربارهٔ سختی‌ها و محدودیت‌هایی که برای بازیگری داشته گفتگو کرد. |
| تاوان         | ۱۳۸۹     | شهرام شاه‌حسینی | سه    | مینا لاکانی              | او سال ۱۳۹۰ از ایران رفت و بدون حجاب در صدای آمریکا حاضر شد و دربارهٔ سختی‌ها و محدودیت‌هایی که برای بازیگری داشته گفتگو کرد. |
| نرگس          | ۱۳۸۵     | سیروس مقدم     | سه    | زهرا امیرابراهیمی        | فیلم هم آغوشی منتسب به او در شبکه مجازی منتشر شد. تلویزیون ایران تصمیم گرفت او را ممنوع التصویر کند. |
| کمکم کن       | ۱۳۸۳     | قاسم جعفری     | دو    | زهرا امیرابراهیمی        | فیلم هم آغوشی منتسب به او در شبکه مجازی منتشر شد. تلویزیون ایران تصمیم گرفت او را ممنوع التصویر کند. |
| غریبانه       | ۱۳۸۳     | قاسم جعفری     | تهران | زهرا امیرابراهیمی        | فیلم هم آغوشی منتسب به او در شبکه مجازی منتشر شد. تلویزیون ایران تصمیم گرفت او را ممنوع التصویر کند. |
| باغ مظفر      | ۱۳۸۵     | مهران مدیری    | سه    |                          | سریال‌های پرمخاطب و پرحاشیه، پس از پخش برای بار اول فقط چند بار توسط شبکه‌های استانی و یک بار در شبکه سه بازپخش شدند ولی در سال‌های اخیر به دلایل نامعلوم هرگز پخش نشده‌اند. |
| چارخونه       | ۱۳۸۶     | سروش صحت       | سه    |                          | چارخونه در تیرماه ۱۳۸۶ از شبکه سه پخش شد و به دلیل استفاده از شخصیت‌های تیپیکال افغانی، موجب واکنش سفارت افغانستان در این زمینه شد. این مجموعه پس از اولین پخش، از شبکه‌های مختلف از جمله آی‌فیلم و چند شبکه استانی پخش شد، اما از آن به بعد، این مجموعه که در ایران مورد استقبال قرار گرفته بود، هرگز پخش نشد. |
| ۸۷ متر        | ۱۳۹۶     | کیانوش عیاری   | یک    |                          | مجموعه تلویزیونی ۸۷ متر به کارگردانی کیانوش عیاری که در سال ۱۳۹۶ ساخت آن آغاز شده قرار بود در مرداد سال ۱۴۰۰ از شبکه یک پخش شود اما در نهایت شبکه یک سریال افرا روانه آنتن کرد و این مجموعه تلویزیونی پخش نشد.                                                                                               |
| پایتخت ۶      | ۱۳۹۸-۹۹  | سیروس مقدم     | یک    |                          | پس از پخش اول این سریال به دلیل نکات سانسوری زیاد از بازپخش دوباره این سریال خودداری شده است. |
| افرا          | ۱۴۰۰     | بهرنگ توفیقی   | یک    | محمد صادقی آهنگر         | صادقی عضو جامعه رنگین‌کمانی است. |
| بی همگان      | ۱۴۰۱     | بهرنگ توفیقی   | سه    | محمد صادقی آهنگر         | صادقی عضو جامعه رنگین‌کمانی است. |